# 조보지정
조보지정(浄法寺町)은 이와테현 니노헤시의 지명. 2006년 1월 1일까지는 이와테현 니노헤군의 자치체로, 합병에 의해 니노헤시의 일부가 되었을 때 옛 죠호지정의 구역이 니노헤시의 정명으로 계승되었다. 우편번호는 「028-68xx」및 「028-69xx」(죠호지 우체국 관구)로, 소문자 마다 설정되어 있다.

## 지리
마을의 거의 중심을 남서에서 북동쪽으로 흐르는 앗피 강의 흐름에 따라 교통이 발전하고 약간 강 밑이 트인 곳에 정법사지소(옛 동사무소) 등이 있다.또한 하류에서 마부치강과 합류해, 니노헤시 시가지(후쿠오카)에 이른다
- 1889년 4월 1일 - 정촌제 시행과 함께 조보지촌이 성립하였다.
- 1940년 12월 25일 - 정으로 승격하였다.
- 2006년 1월 1일 - 구 니노헤시와 합병해 새로운 니노헤시가 형성되었다. 또한 조호지 정내에 있던 5개의 오이자는 폐지되었고, 구 조호지 정 전역이 니노헤시 조호지초가 되었다.

## 주소 표기의 소이자
옛 죠호지초(正法寺町) 시대에는 마을 내에 5개의 대자가 있었고 대자에 이어 소자를 표기했다. 니노헤시와의 합병 시에 대자는 폐지되어 「죠호지초 오이자○○○」가 「조호지초○○○」의 표기로 변경되었다. 단, 다른 대자와 명칭이 중복되었던 소이자에 대해서는 예외가 된다.

## 교통

### 버스
- JR 버스 도호쿠
  - 니노헤선
- 난부버스
  - 하치세이호

### 도로
- 하치노헤 자동차도